# Upplands runinskrifter 3
Upplands runinskrifter 3 är ett vikingatida runstensfragment av sandsten som påträffades 1916 under en utgrävning av Alsnö hus, Adelsö socken och Ekerö kommun. Fragmentet hade spår av murbruk och har säkerligen använts som byggnadsmaterial. U 3 förvaras på Statens historiska museum.

## Inskriften
Translitterering av runraden:
asl(u)a-a... ...ulbi +
Normalisering till runsvenska:
... ...